# 2-я флотилия подводных лодок ВМФ СССР
2-я Краснознамённая флотилия подводных лодок ВМФ СССР — объединение базирующихся на Камчатке советских атомных подводных лодок Тихоокеанского флота, существовавшее в 1973—1998 годах.

## История объединения
Флотилия была сформирована на базе 15-й эскадры подводных лодок 23 октября 1973 года с базированием в бухте Крашенинникова, г. Вилючинск (Камчатка).
В состав флотилии в 1973 году вошли 8-я дивизия (РПКСН проекта 667A), 10-я дивизия (ПЛАРК проекта 670),
25-я дивизия (РПКСН проекта 667Б), 667БДР), 45-я дивизия (АПЛ проекта 671РТМ).
В 1988 году в составе 2-й флотилии сформирована 42-я дивизия ПЛ ТОФ.
В 1992 году 8-я дивизия ПЛ расформирована. В 1993 году 42-я дивизия ПЛ переформирована в 304 дивизион ПЛ отстоя. В 1997 году 45-я дивизия ПЛ расформирована, а ПЛ переданы в 10-ю дивизию.
2-я флотилия подводных лодок Тихоокеанского флота была награждена орденом Красного Знамени.
1 мая 1998 года 2-я флотилия переформирована в 16-ю Эскадру ПЛ ТОФ в составе 10-й и 25-й дивизий.

## Командиры
Командующие флотилией:
- 11.1973 — 10.1974 — контр-адмирал Спиридонов Эмиль Николаевич;
- 10.1974 — 1979 — вице-адмирал Громов Борис Иванович;
- 1979—1983 — контр-адмирал Павлов, Анатолий Иванович — снят с должности после катастрофы АПЛ К-429;
- 1983—1987 — контр-адмирал Балтин Эдуард Дмитриевич;
- 1987—1988 — контр-адмирал Еременко Анатолий Павлович[3];
- 1988—1992 — вице-адмирал Фалеев Олег Михайлович;
- 1992—1994 — вице-адмирал Комарицын Анатолий Александрович;
- 1994—1996 — вице-адмирал Захаренко Михаил Георгиевич;
- 12.1996 — 01.05.1998 — вице-адмирал Нещерет Александр Иванович[4].

Начальники штаба:
- Ханин, Николай Федорович (11.1973-1975, контр-адмирал)[5];
- Авдохин Геннадий Федорович (1978, контр-адмирал);
- Ерофеев Олег Александрович (198? — 1987, контр-адмирал);
- Нещерет Александр Иванович (1995 — 12.1996);
- Сиденко Константин Семенович (11.1996 — 01.05.1998, контр-адмирал).

## Состав
В состав 2-й флотилии входили:
- 8-я дивизия подводных лодок — с 1970 по 1992 год.
- 10-я дивизия подводных лодок — с 1967 по 1998 год.
- 25-я дивизия подводных лодок — с 1973 по 1998 год.
- 45-я дивизия подводных лодок — с 1962 по 1997 год.
- 42-я дивизия подводных лодок — с 1988 по 1993 год.

## Герои Советского Союза
- Балтин, Эдуард Дмитриевич, контр-адмирал, командующий 2-й флотилией подводных лодок.
- Гусев, Алексей Алексеевич, капитан 1-го ранга, командир К-212, затем начальник штаба 10-й дивизии подводных лодок.
- Козлов, Валентин Тихонович, капитан 1-го ранга, командир атомной подводной лодки «К-429» 10-й дивизии подводных лодок.
- Павлов Анатолий Иванович, контр-адмирал, командующий 2-й флотилией подводных лодок.